# Гаоюху
Гаоюху́ или Гаобаоху́ — мелководное озеро на востоке Китая. Располагается на Хуайхэской равнине в пределах территорий трёх городских округов: Чучжоу, Хуайань и Янчжоу, на границе провинций Аньхой и Цзянсу. Относится к бассейну реки Янцзы .
Площадь озера составляет примерно 1200 км², но существенно увеличивается во время летнего половодья. Берега низкие и пологие. Сообщается с Великим каналом, пролегающим вплотную вдоль восточных берегов озера. С северной стороны впадает река Саньхэ, связывающая Гаюху с озером Хунцзэху. Через протоки на юге Гаюху сообщается с озером Шаобоху.
Используется для судоходства, рыболовства, орошения.